# Persoonia pentasticha
Persoonia pentasticha (лат.) — кустарник, вид рода Персоония (Persoonia) семейства Протейные (Proteaceae), эндемик юго-западного региона Западной Австралии. Прямостоячий или раскидистый куст с опушёнными молодыми веточками, линейными листьями с пятью узкими продольными бороздками и пушистыми жёлтыми цветками.

## Ботаническое описание
Persoonia pentasticha — прямостоячий или раскидистый куст высотой 0,4-1,8 м с гладкой корой и молодыми веточками, покрытыми беловатыми, сероватыми или светло-коричневыми волосками. Листья линейные, более или менее цилиндрические, длиной 35-120 мм и шириной 0,7-1,2 мм с пятью узкими продольными бороздками и острым концом. Цветки расположены группами до пятнадцати на цветоносном побеге до 45 мм в длину. Цветок сидячий или на цветоножке до 6 мм в длину, с чешуйчатым листом у основания. Листочки околоцветника снаружи опушены, длиной 7-12 мм. Цветение происходит с августа по ноябрь.

## Таксономия
Впервые вид был официально описан Питером Уэстоном в 1994 году в журнале Telopea по образцам, собранных Джоном Стэнли Бердом к северу от Вубина в 1963 году.

## Распространение и местообитание
P. papillosa — эндемик Западной Австралии. Растёт на песчаной почве в редколесье между Муллева, Мингенью, Вубином и Пейнс-Файндсом на юго-западе Западной Австралии.

## Охранный статус
Вид классифицируется как «третий приоритет» Департаментом парков и дикой природы правительства Западной Австралии, что означает, что он малоизучен и известен только из одного или нескольких мест, но не находится под непосредственной угрозой.